# Gaertnerstraße 2

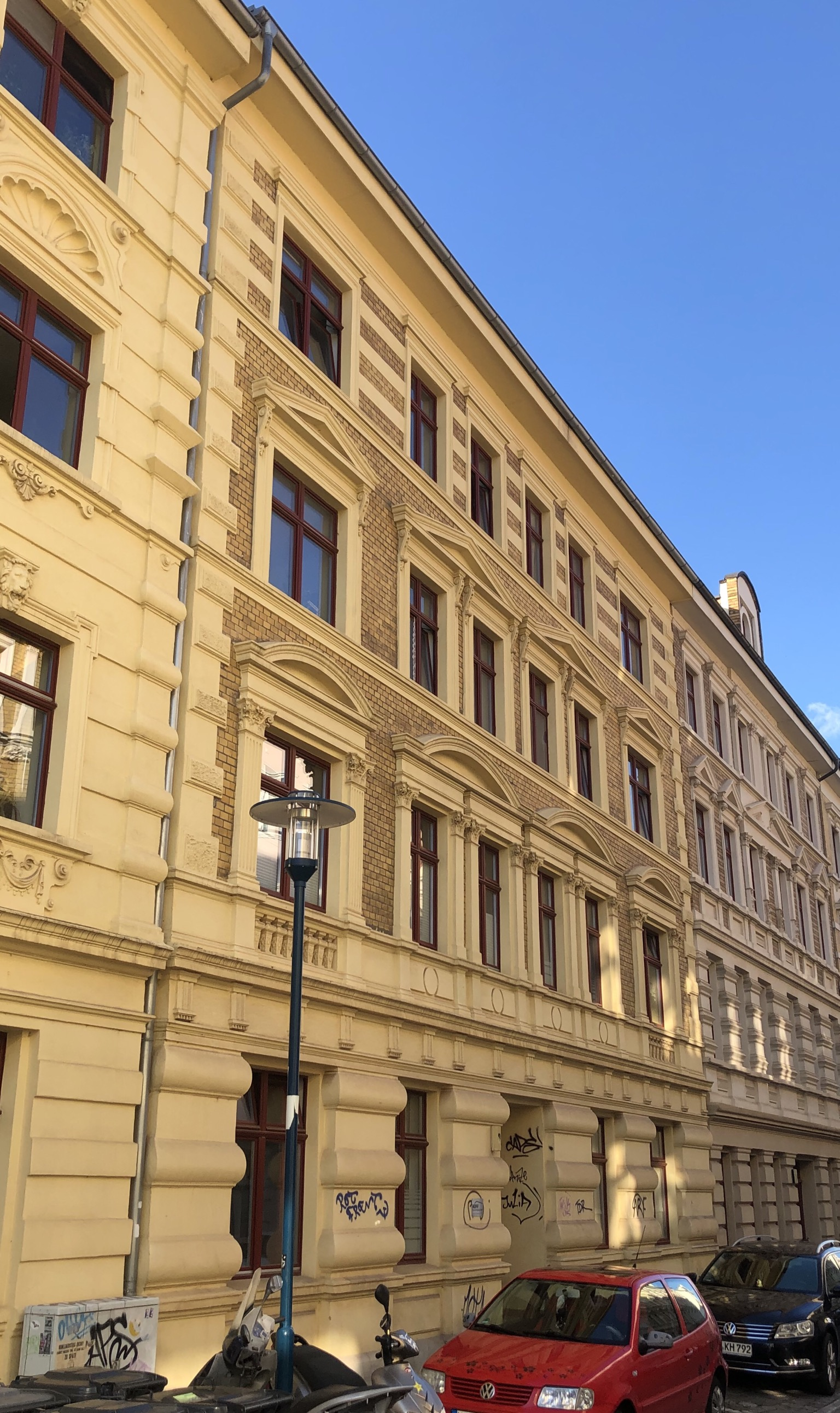
Gaertnerstraße 2 in Magdeburg, 2020

Das Gebäude Gaertnerstraße 2 ist ein denkmalgeschütztes Wohnhaus in Magdeburg in Sachsen-Anhalt.

## Lage
Es befindet sich auf der Nordseite der Gaertnerstraße im Magdeburger Stadtteil Buckau. Unmittelbar westlich grenzt das gleichfalls denkmalgeschützte Haus Gaertnerstraße 3, östlich die Gaertnerstraße 1d an.

## Architektur und Geschichte
Das viergeschossige Haus wurde in der Zeit um 1885 im Stil der Neorenaissance errichtet. Es besteht eine reiche Gliederung und Verzierung mit Pilaster- und Giebelschmuck. Die Erdgeschossfassade des repräsentativ gestalteten Ziegelgebäudes weist eine starke Rustizierung auf. Im ersten Obergeschoss sind die Fensterverdachungen als Rundbögen, im zweiten Obergeschoss als Dreiecksgiebel ausgeführt. Die vier mittleren Fenster dieser Geschosse sind dabei jeweils paarweise zusammengefasst. 
Im örtlichen Denkmalverzeichnis ist das Wohnhaus unter der Erfassungsnummer 094 17819  als Baudenkmal verzeichnet.
Das Haus gilt als Teil des engen gründerzeitlichen Straßenzugs als städtebaulich bedeutsam. Außerdem ist es ein sozialgeschichtliches Dokument der einfachen bis mittleren Wohnverhältnisse der Bauzeit im Industrieort Buckau.